# Иконья
Иконья (порт. Iconha)  —  муниципалитет в Бразилии, входит в штат Эспириту-Санту. Составная часть мезорегиона Центр штата Эспириту-Санту. Входит в экономико-статистический  микрорегион Гуарапари. Население составляет 12 448 человек на 2006 год. Занимает площадь 202,920 км². Плотность населения — 61,3 чел./км².

## История
Город основан в Padre José de Anchieta году.

## Статистика
- Валовой внутренний продукт на 2003 составляет 58.441.412,00 реалов (данные: Бразильский институт географии и статистики).
- Валовой внутренний продукт на душу населения на 2003 составляет 4.868,09 реалов (данные: Бразильский институт географии и статистики).
- Индекс развития человеческого потенциала на 2000 составляет 0,790 (данные: Программа развития ООН).